# John Field (skladatelj)
John Field, irski skladatelj, * 26. julij 1782, Dublin, † 23. januar 1837, Moskva.
Klavir se je začel učiti pri svojem očetu, ki je bil sicer violinist, kasneje pa pri Tommasu Giordaniju in v Londonu pri slovitem Muziu Clementiju. Naredil je kariero kot pianist in prepotoval celo Evropo. Ustalil se je v Sankt Peterburgu, kjer je bil priljubljen kot pedagog in koncertant.
Field je kot skladatelj predvsem poznan kot oče enostavčne skladbe, imenovane nokturno (napisal jih je 16). Njegove skladbe so navdahnile Chopina, ki je skomponiral 21 nokturnov za klavir. Njegova glasba je vplivala na razvoj romantične glasbe, iz nje so črpali skladatelji Felix Mendelssohn, Robert Schumann, Franz Liszt in Edvard Grieg.

## Pomembnejša glasbena dela
- 7 klavirskih koncertov
  - Klavirski koncert št. 1, Es, H. 27 (1799)
  - Klavirski koncert št. 2, As, H. 31 (1811)
  - Klavirski koncert št. 3, Es, H. 32 (1811)
  - Klavirski koncert št. 4, Es, H. 28 (1814, revidiran 1819)
  - Klavirski koncert št. 5, C, H. 39 (1817)
  - Klavirski koncert št. 6, C, H. 49 (1819, revidiran 1820)
  - Klavirski koncert št. 7, C mol, H. 58 (1822, revidiran 1822-32)
- 4 klavirske sonate
- fantazije
- etude
- rondoji
- variacije